# Achères-la-Forêt
Pour les articles homonymes, voir Achères.
Achères-la-Forêt () est une commune française située dans le département de Seine-et-Marne, en région Île-de-France.
En 2022, elle compte 1 183 habitants.

## Géographie

### Localisation
La commune d'Achères-la-Forêt se trouve dans le département de Seine-et-Marne, en région Île-de-France, dans le parc naturel régional du Gâtinais français, en bordure sud de la forêt de Fontainebleau.
Elle se situe à 24,18 km par la route de Melun, préfecture du département et à 14,34 km de Fontainebleau, sous-préfecture. La commune fait en outre partie du bassin de vie de La Chapelle-la-Reine.

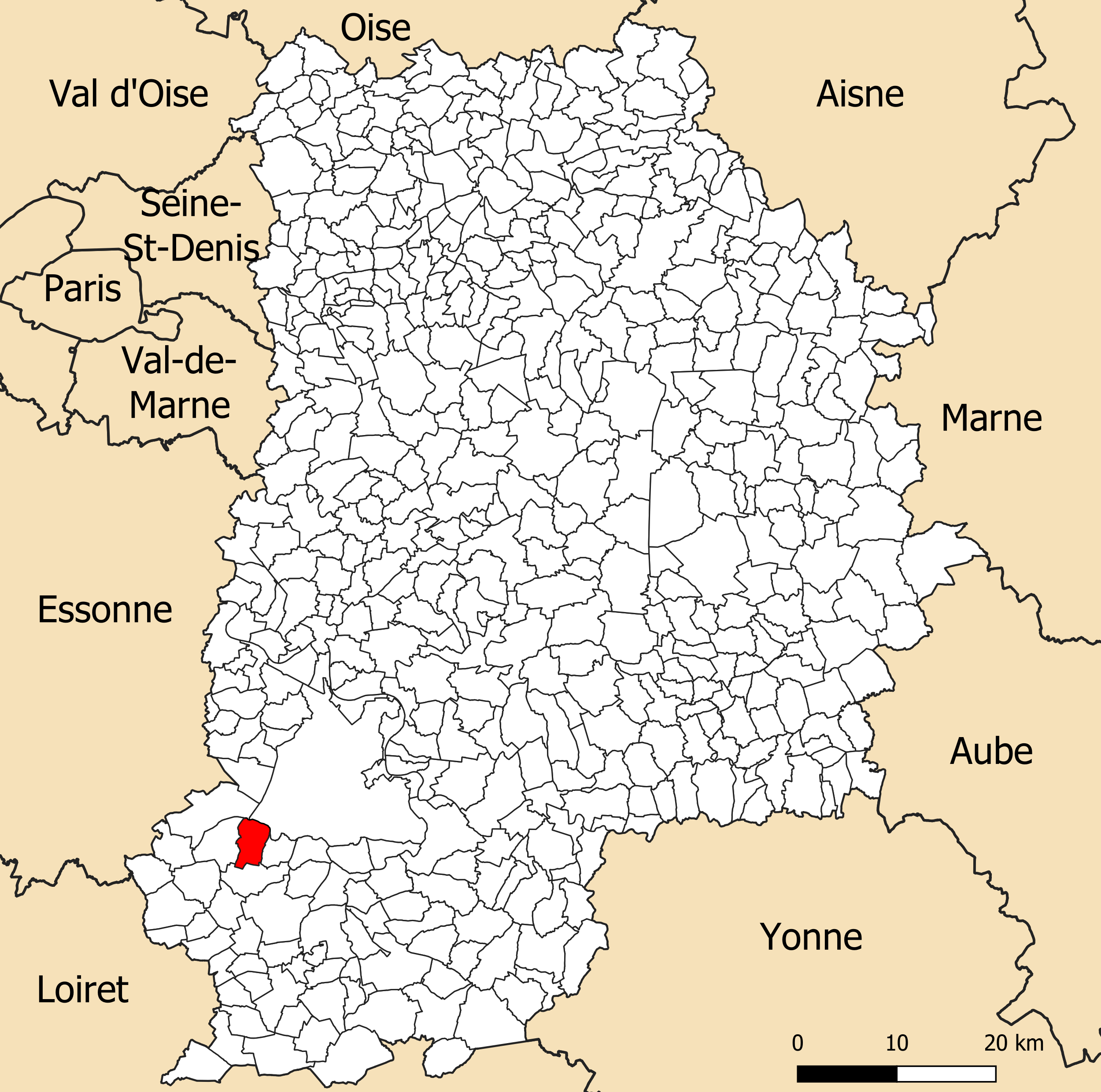
Localisation d'Achères-la-Forêt dans le département de Seine-et-Marne.

### Communes limitrophes

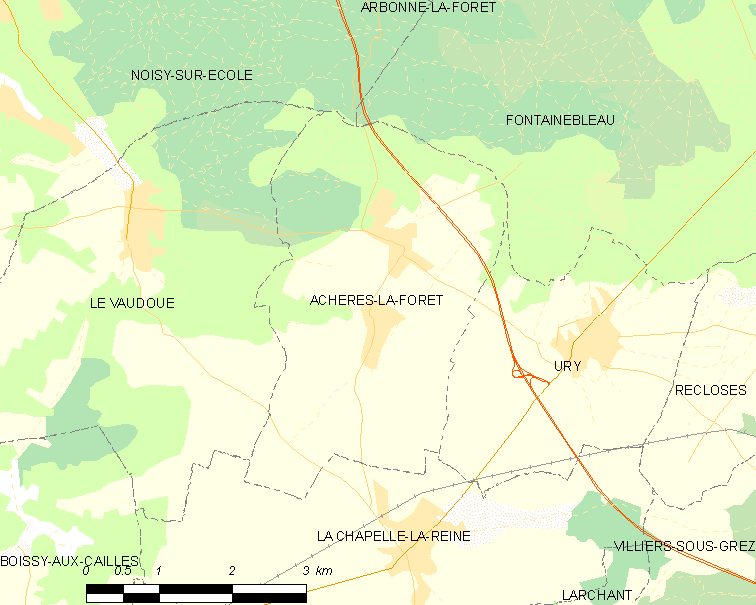
Carte des communes limitrophes d'Achères-la-Forêt.

Les communes les plus proches sont : Ury (2,9 km), La Chapelle-la-Reine (3,0 km), Le Vaudoué (3,6 km), Noisy-sur-École (4,9 km), Boissy-aux-Cailles (5,4 km), Recloses (5,7 km), Villiers-sous-Grez (6,8 km), Larchant (7,2 km).
| Noisy-sur-École |                      | Fontainebleau |
|                 | Achères-la-Forêt     |               |
| Le Vaudoué      | La Chapelle-la-Reine | Ury           |

### Relief et géologie
Le territoire de la commune se situe dans le sud du Bassin parisien, plus précisément au nord de la région naturelle du Gâtinais. L'altitude varie de 73 mètres, au nord-ouest de la commune au lieu-dit du Bois-de-la-Garenne ; à 130 mètres pour le point le plus haut, au nord-est au lieu-dit Cornebiche ; le centre du bourg se situant à environ 112 mètres d'altitude (mairie).
Géologiquement intégré au bassin parisien, qui est une région géologique sédimentaire, l'ensemble des terrains affleurants de la commune sont issus de l'ère géologique Cénozoïque (des périodes géologiques s'étageant du Paléogène au Quaternaire),.

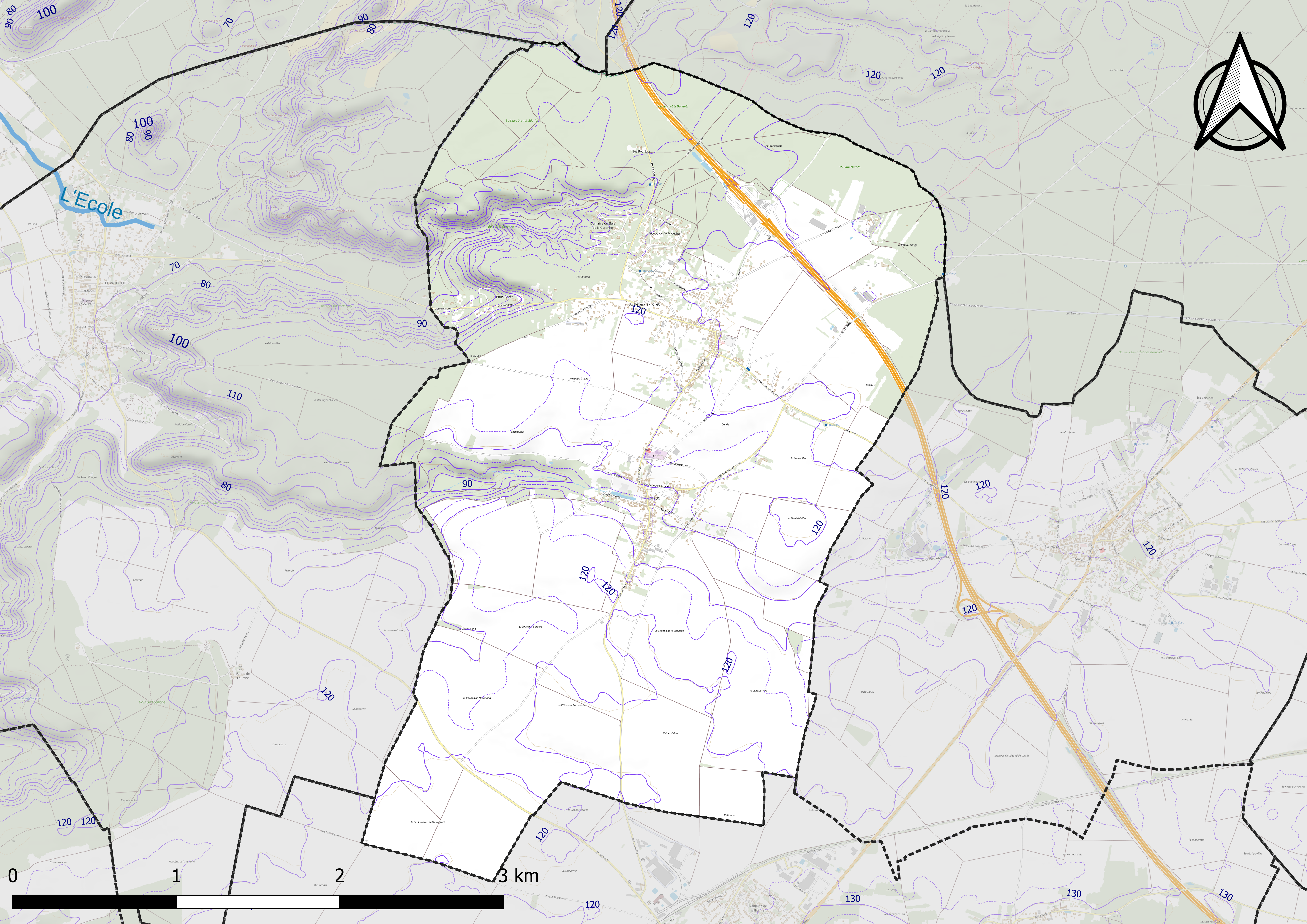
Carte du relief d'Achères-la-Forêt.
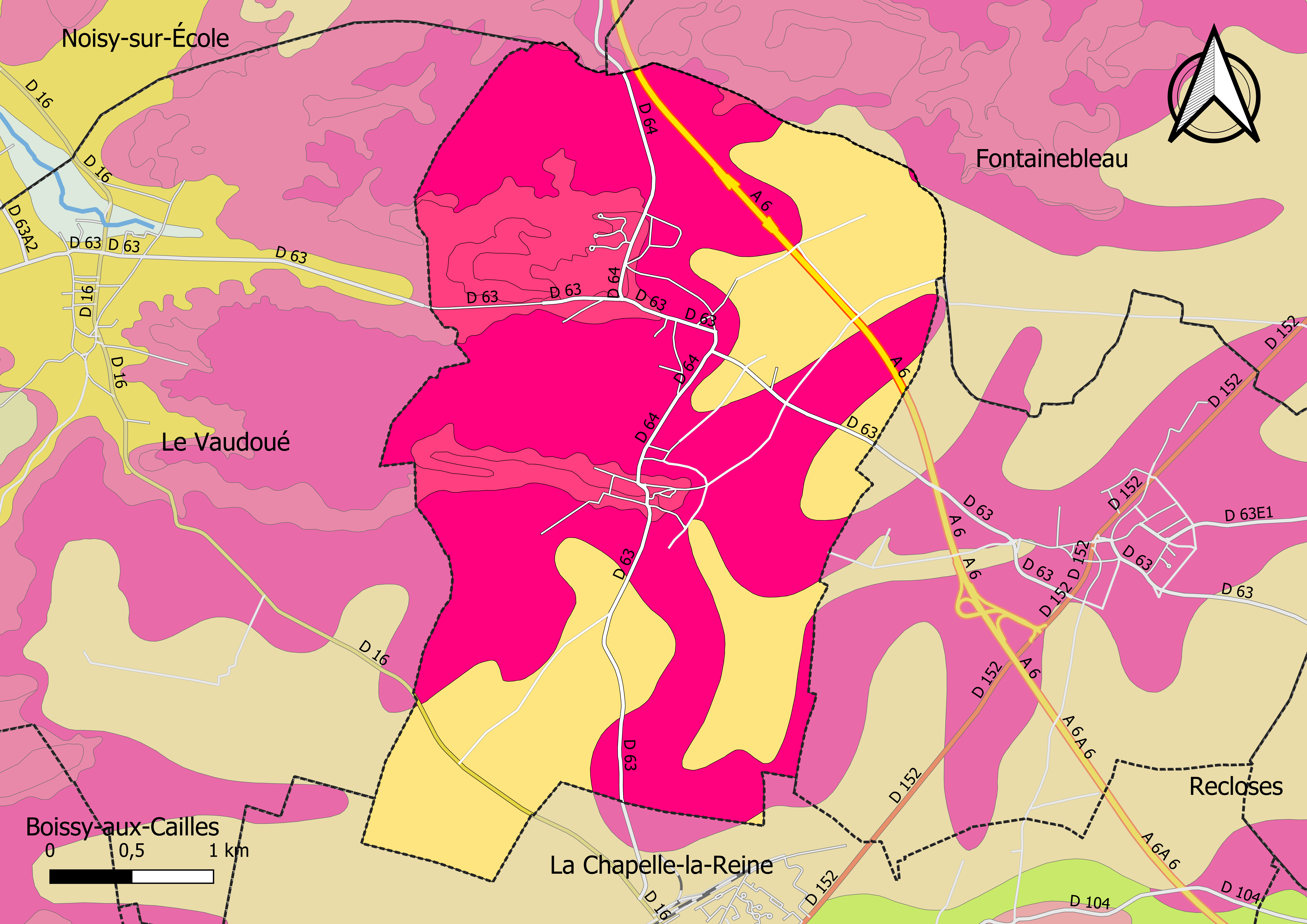
Carte géologique vectorisée et harmonisée d'Achères-la-Forêt.

|  | LP : | Limon des plateaux de composition argilo-marneuse. |

|  | g1CE : | Calcaire d'Étampes, meulières, marnes, calcaires du Gâtinais.                                        |
|  | g1GF : | Grès de Fontainebleau en place ou remaniés (grésification quaternaire de sables stampiens dunaires). |
|  | g1SF : | Sables de Fontainebleau, accessoirement grès en place ou peu remanié (versant).                      |

La commune est classée en zone de sismicité 1, correspondant à une sismicité très faible.

### Hydrographie
La commune est traversée par un cours d'eau sans nom, non référencé par Sandre, et est baignée par l'étang du Marchais,.

### Climat
Pour des articles plus généraux, voir Climat de l'Île-de-France et Climat de Seine-et-Marne.
En 2010, le climat de la commune est de type climat océanique dégradé des plaines du Centre et du Nord, selon une étude du CNRS s'appuyant sur une série de données couvrant la période 1971-2000. En 2020, Météo-France publie une typologie des climats de la France métropolitaine dans laquelle la commune est exposée à un climat océanique altéré et est dans la région climatique Sud-ouest du bassin Parisien, caractérisée par une faible pluviométrie, notamment au printemps (120 à 150 mm) et un hiver froid (3,5 °C).
Pour la période 1971-2000, la température annuelle moyenne est de 11 °C, avec une amplitude thermique annuelle de 15,5 °C. Le cumul annuel moyen de précipitations est de 676 mm, avec 10,7 jours de précipitations en janvier et 7,3 jours en juillet. Pour la période 1991-2020, la température moyenne annuelle observée sur la station météorologique la plus proche, située sur la commune de Fontainebleau à 12 km à vol d'oiseau, est de 11,1 °C et le cumul annuel moyen de précipitations est de 740,1 mm,. Pour l'avenir, les paramètres climatiques de la commune estimés pour 2050 selon différents scénarios d'émission de gaz à effet de serre sont consultables sur un site dédié publié par Météo-France en novembre 2022.

### Milieux naturels et biodiversité

#### Espaces protégés
La protection réglementaire est le mode d’intervention le plus fort pour préserver des espaces naturels remarquables et leur biodiversité associée.
Dans ce cadre, la commune fait partie d'un espace protégé, le Parc naturel régional du Gâtinais français, créé en 1999 et d'une superficie de 75 567 ha. D’une grande richesse en termes d’habitats naturels, de flore et de faune, il est un maillon essentiel de l’Arc sud-francilien des continuités écologiques (notamment pour les espaces naturels ouverts et la circulation de la grande faune),
Quatre autres espaces protégés sont présents dans la commune : 
- la « Platière de Meun », objet d'un arrêté préfectoral de protection de biotope, d'une superficie de 25 ha[20].
- la réserve de biosphère « Fontainebleau et Gâtinais », pour ses trois parties (zone centrale, zone de transition et zone tampon), créée en 1998 et d'une superficie totale de 150 544 ha (46 056 ha pour la zone centrale). Cette réserve de biosphère, d'une grande biodiversité, comprend trois grands ensembles : une grande moitié ouest à dominante agricole, l’emblématique forêt de Fontainebleau au centre, et le Val de Seine à l’est. La structure de coordination est l'Association de la Réserve de biosphère de Fontainebleau et du Gâtinais, qui comprend un conseil scientifique et un Conseil Éducation, unique parmi les Réserves de biosphère françaises[21],[22],[23],[24].

#### Réseau Natura 2000

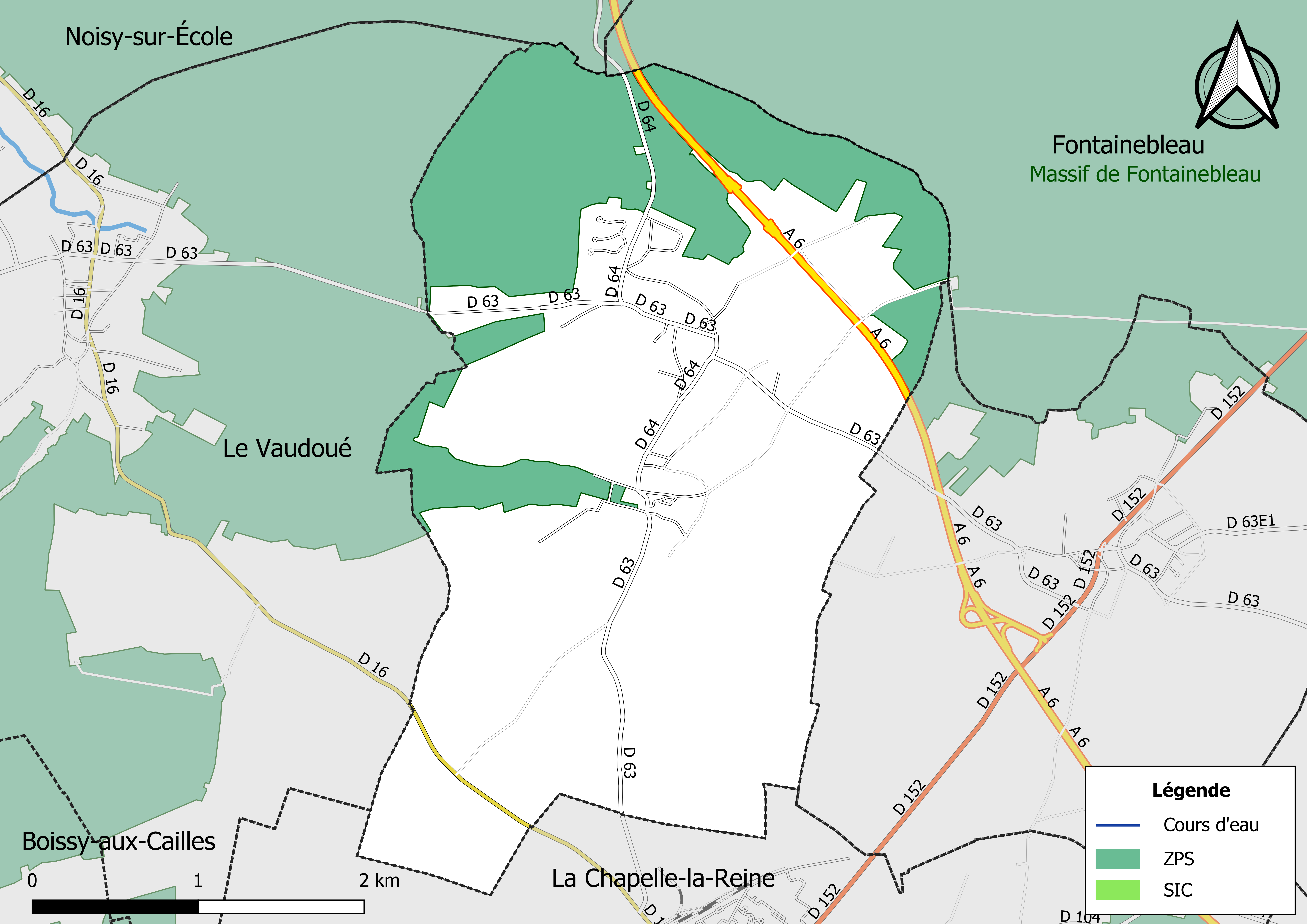
Sites Natura 2000 sur le territoire communal.

Le réseau Natura 2000 est un réseau écologique européen de sites naturels d’intérêt écologique élaboré à partir des Directives « Habitats » et « Oiseaux ». Ce réseau est constitué de Zones spéciales de conservation (ZSC) et de Zones de protection spéciale (ZPS). Dans les zones de ce réseau, les États Membres s'engagent à maintenir dans un état de conservation favorable les types d'habitats et d'espèces concernés, par le biais de mesures réglementaires, administratives ou contractuelles.
Un site Natura 2000 a été défini sur la commune, tant au titre de la « directive Habitats » que de la « directive Oiseaux » : le « Massif de Fontainebleau ». Cet espace constitue le plus ancien exemple français de protection de la nature. Les alignements de buttes gréseuses alternent avec les vallées sèches. Les conditions de sols, d'humidité et d'expositions sont très variées. La forêt de Fontainebleau est réputée pour sa remarquable biodiversité animale et végétale. Ainsi, elle abrite la faune d'arthropodes la plus riche d'Europe (3 300 espèces de coléoptères, 1 200 de lépidoptères) ainsi qu'une soixantaine d'espèces végétales protégées.

#### Zones naturelles d'intérêt écologique, faunistique et floristique

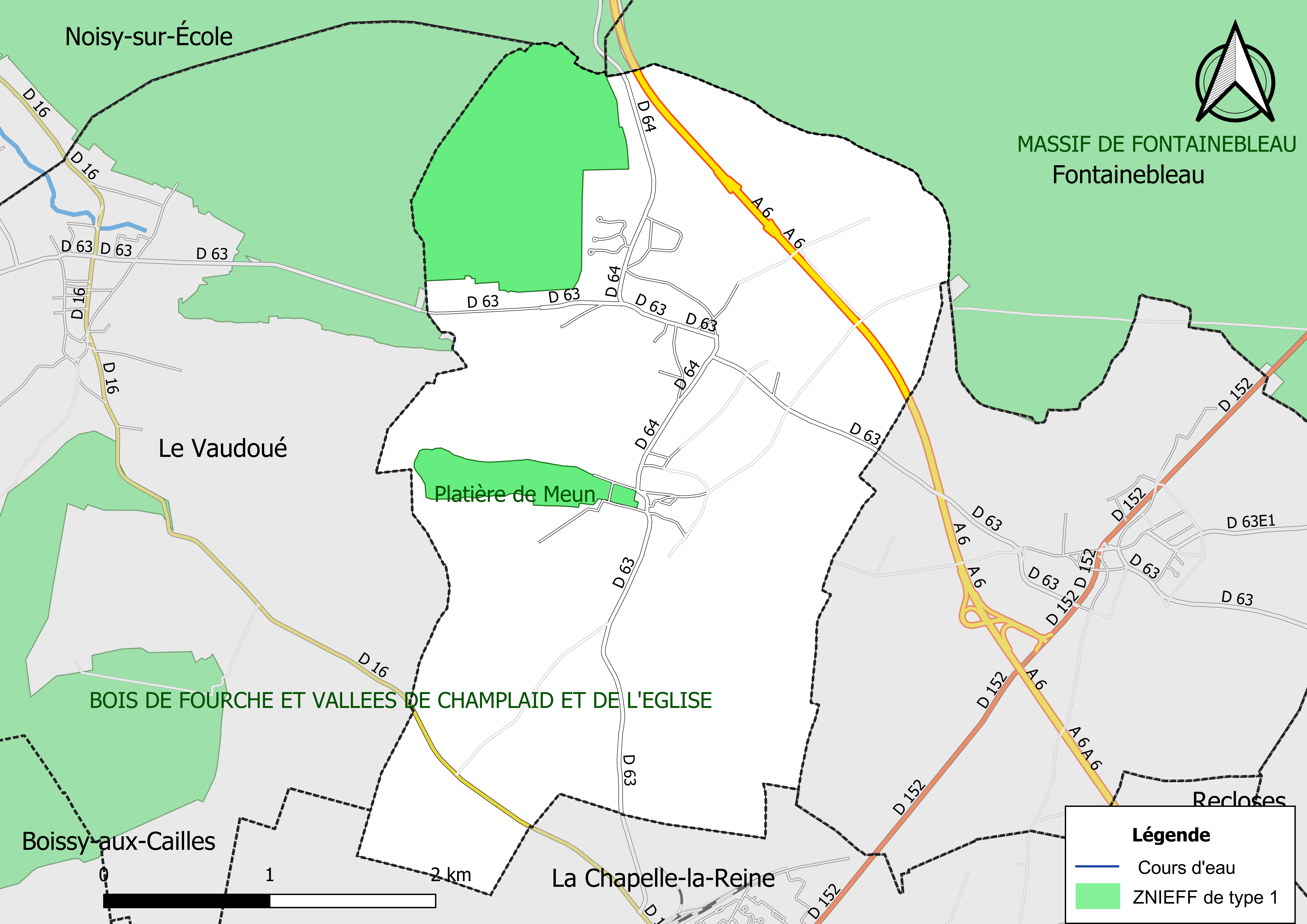
Carte des ZNIEFF de type 1 localisées sur la commune.

L’inventaire des zones naturelles d'intérêt écologique, faunistique et floristique (ZNIEFF) a pour objectif de réaliser une couverture des zones les plus intéressantes sur le plan écologique, essentiellement dans la perspective d’améliorer la connaissance du patrimoine naturel national et de fournir aux différents décideurs un outil d’aide à la prise en compte de l’environnement dans l’aménagement du territoire.
Le territoire communal d'Achères-la-Forêt comprend deux ZNIEFF de type 1,, 
le « Massif de Fontainebleau » (20 711,14 ha), couvrant 18 communes dont 17 en Seine-et-Marne et 1 dans l'Essonne, occupant le quart nord-ouest du territoire communal, et la « Platière de Meun » (28,88 ha).

## Urbanisme

### Typologie
Au 1er janvier 2024, Achères-la-Forêt est catégorisée commune rurale à habitat dispersé, selon la nouvelle grille communale de densité à sept niveaux définie par l'Insee en 2022.
Elle est située hors unité urbaine. Par ailleurs la commune fait partie de l'aire d'attraction de Paris, dont elle est une commune de la couronne,. Cette aire regroupe 1 929 communes,.

### Occupation des sols
L'occupation des sols de la commune, telle qu'elle ressort de la base de données européenne d’occupation biophysique des sols Corine Land Cover (CLC), est marquée par l'importance des territoires agricoles (61,6 % en 2018), en diminution par rapport à 1990 (63,8 %). La répartition détaillée est la suivante : 
terres arables (61,64 %), forêts (28,43 %), zones urbanisées (9,93 %).
| Type d’occupation | 1990      | 1990    | 2018      | 2018    | Bilan     |
| --- | --------- | ------- | --------- | ------- | --------- |
| Territoires artificialisés (zones urbanisées, zones industrielles ou commerciales et réseaux de communication, mines, décharges et chantiers, espaces verts artificialisés ou non agricoles) | 61,68 ha  | 4.90 %  | 124,92 ha | 9.93 %  | 63,24 ha  |
| Territoires agricoles (terres arables, cultures permanentes, prairies, zones agricoles hétérogènes)                                                                                          | 801,80 ha | 63.75 % | 775,21 ha | 61.64 % | −26,59 ha |
| Forêts et milieux semi-naturels (forêts, milieux à végétation arbustive et/ou herbacée, espaces ouverts sans ou avec peu de végétation)                                                      | 394,20 ha | 31.34 % | 357,55 ha | 28.43 % | −36,65 ha |

Parallèlement, L'Institut Paris Région, agence d'urbanisme de la région Île-de-France, a mis en place un inventaire numérique de l'occupation du sol de l'Île-de-France, dénommé le MOS (Mode d'occupation du sol), actualisé régulièrement depuis sa première édition en 1982. Réalisé à partir de photos aériennes, le MOS distingue les espaces naturels, agricoles et forestiers mais aussi les espaces urbains (habitat, infrastructures, équipements, activités économiques, etc.) selon une classification pouvant aller jusqu'à 81 postes, différente de celle de Corine Land Cover,,. L'Institut met également à disposition des outils permettant de visualiser par photo aérienne l'évolution de l'occupation des sols de la commune entre 1949 et 2018.

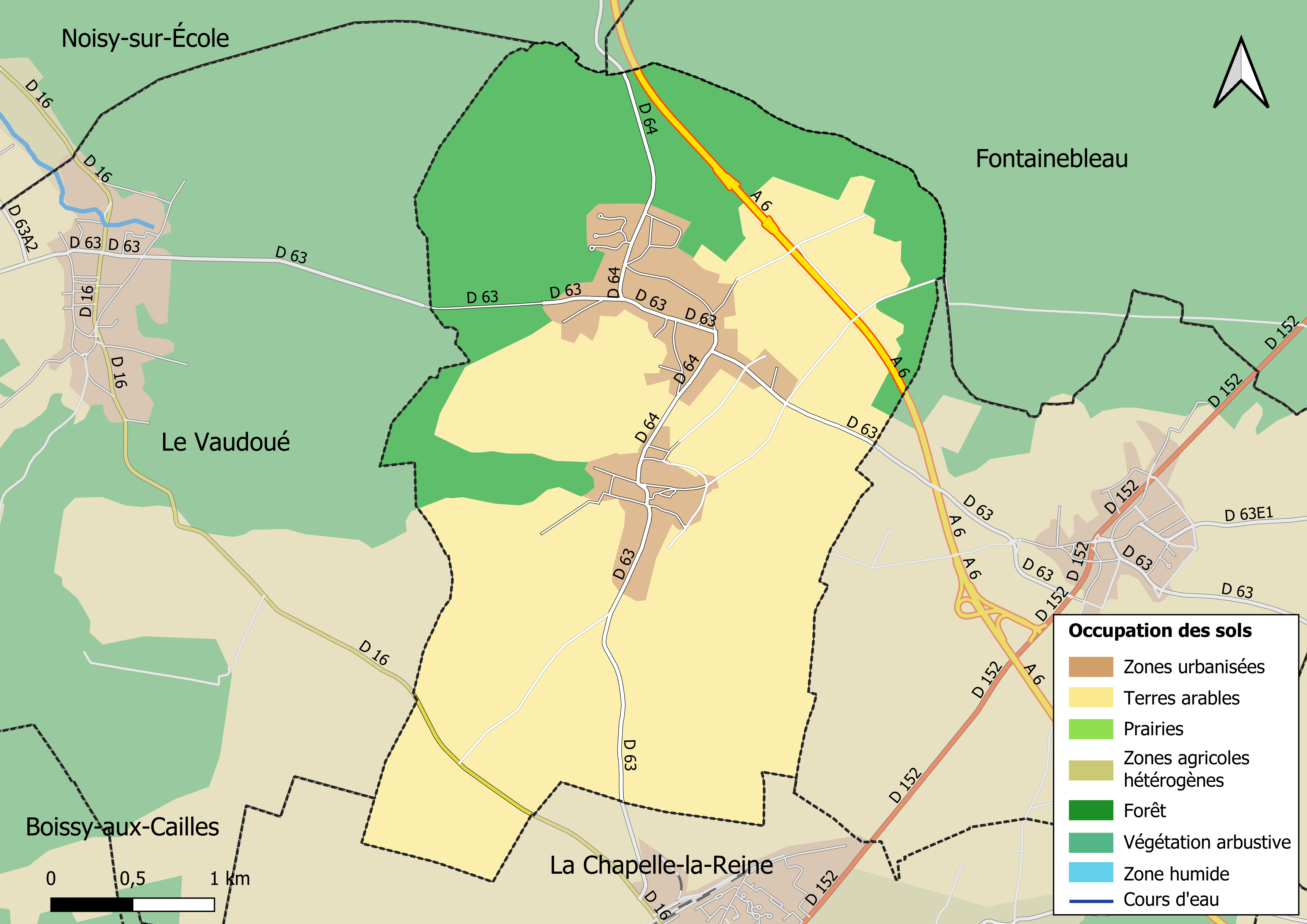
Carte de l'occupation des sols de la commune.
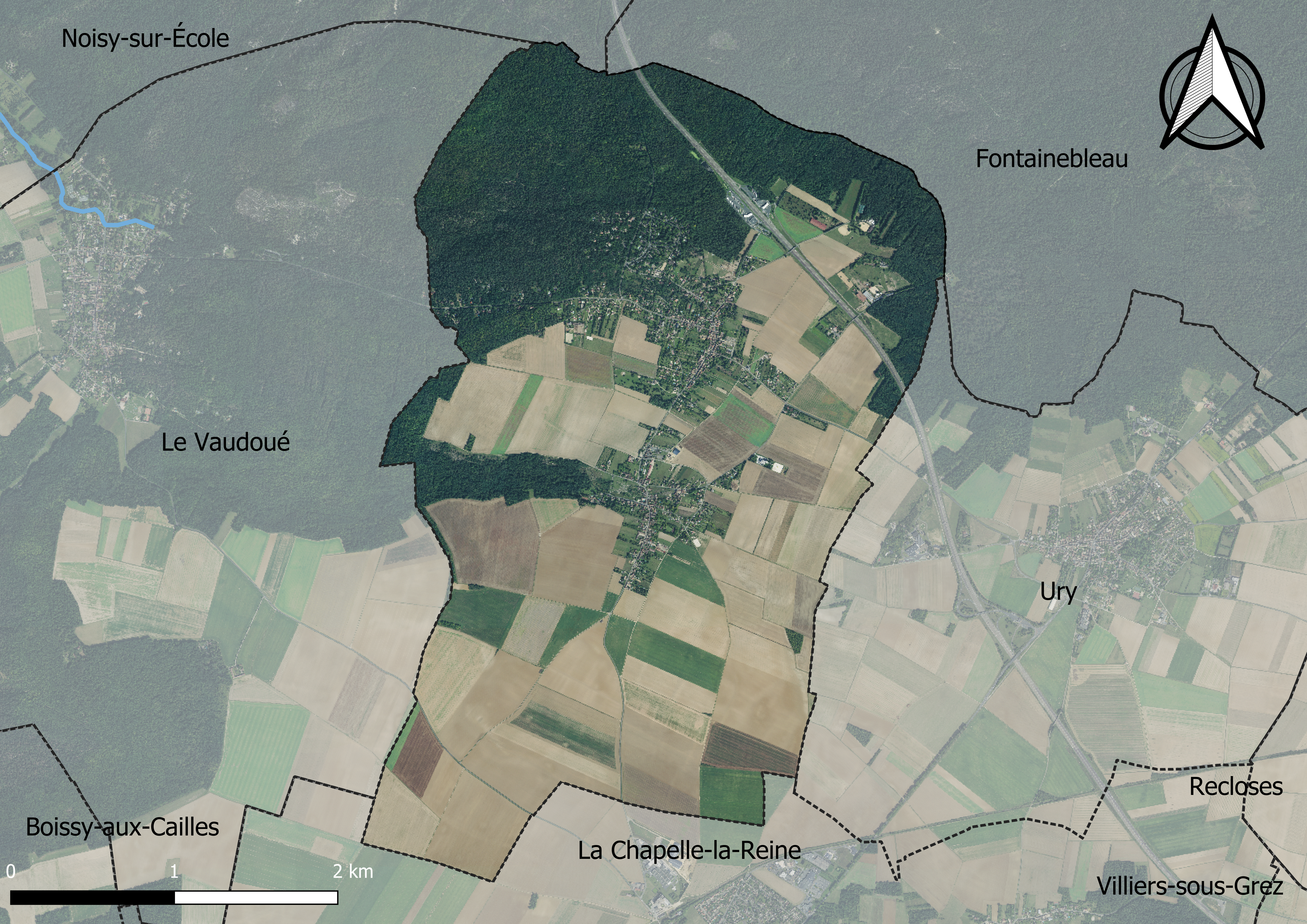
Carte orhophotogrammétrique de la commune.

### Lieux-dits et écarts

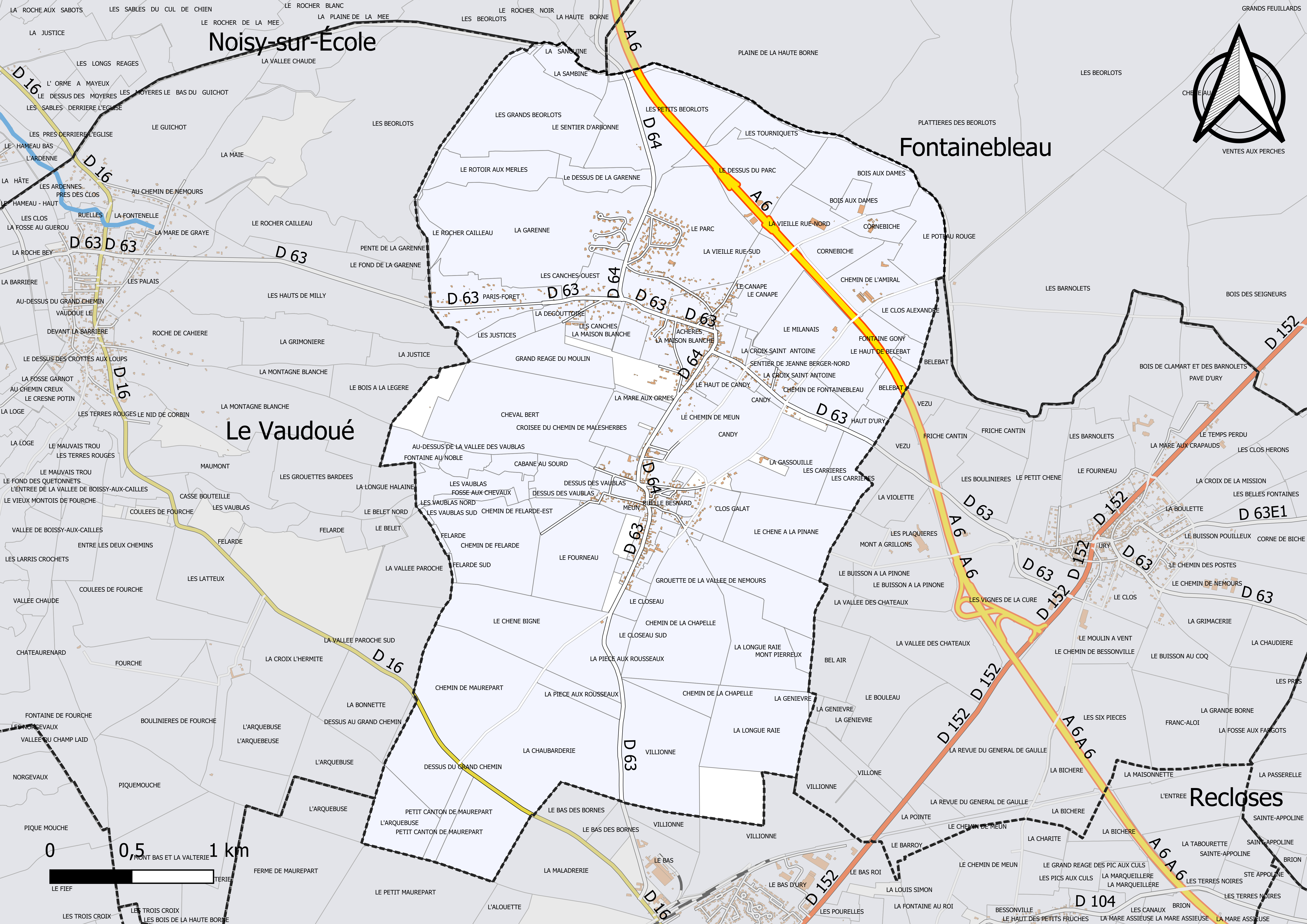
Carte du cadastre de la commune d'Achères-la-Forêt.

La commune compte 83 lieux-dits administratifs répertoriés consultables ici (source : le fichier Fantoir) dont Meun, Paris-Forêt.

### Logement
En 2016, le nombre total de logements dans la commune était de 599 (dont 96,3 % de maisons et 2,6 % d’appartements).
Parmi ces logements, 77 % étaient des résidences principales, 19,5 % des résidences secondaires et 3,5 % des logements vacants.
La part des ménages propriétaires de leur résidence principale s’élevait à 89,7 % contre 7 % de locataires et 3,3 % logés gratuitement.

### Voies de communication et transports

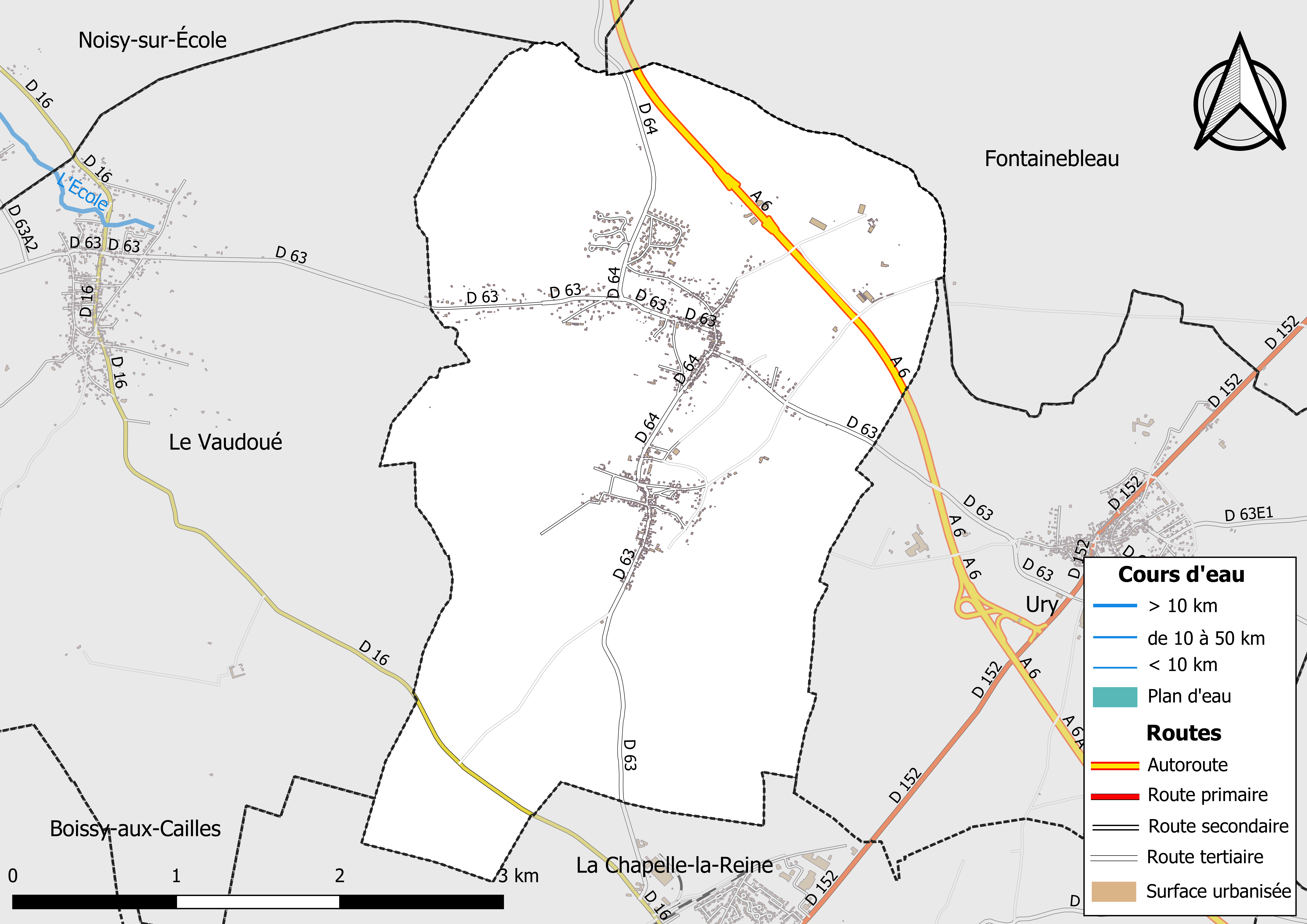
Carte du réseau routier de la commune d'Achères-la-Forêt.

#### Voies de communication
Le nord-est du territoire de la commune est traversé par l'autoroute A6. Celle-ci est accessible par le diffuseur no 14 (Malesherbes) situé à 3,8 km au sud-est d'Achères-la-Forêt. Deux aires de service de cette autoroute sont situées à Achères-la-Forêt : l'aire Achères-La-Forêt dans le sens Paris – Lyon et l'aire Achères dans le sens Lyon – Paris.
Deux routes départementales relient Achères-la-Forêt aux communes voisines :
- la D 63, vers l'ouest en direction de Tousson et vers l'est en direction de Nemours ;
- la D 64, vers le sud en direction de La Chapelle-la-Reine et vers le nord en direction de Melun.

#### Transports
La commune est desservie par deux lignes d'autocars du réseau de bus Fontainebleau - Moret :
- la ligne no 4001 reliant Noisy-sur-École à Avon (gare de Fontainebleau - Avon) ;
- la ligne no 4003 reliant Noisy-sur-École à La Chapelle-la-Reine.

## Toponymie
Le nom de la localité est attesté sous les formes Acheriæ vers 1132 et en 1137, Escheres en 1164, Parrochia Achiarum en 1173, de Acheriis en 1190, Achière-en-Beausse en 1276.
Du latin, adjectif féminin pluriel apiarias (villas) « (fermes) pourvues de ruches ».
Au Moyen Âge, le sucre était une denrée très rare, ruches et abeilles étaient donc d'une importance primordiale. Certaines régions de France avaient des lois punissant de mort le personnage détruisant volontairement une ruche.
La commune s'appelait Achères jusqu'en 1926. Achères-la-Forêt réunit deux villages, Achères au nord et Meun au sud, distants de quelques centaines de mètres. À Achères se trouve l'église, à Meun la mairie et l'école communale.
Les lieux-dits Mont à Grillon, Vallée aux Châteaux, Bel Air... étaient des refuges pour le gibier que la capitainerie destinait aux chasses royales avant 1789.

## Histoire

### De l’Antiquité au Moyen Âge
Des sépultures antiques ont été découvertes en 1838, qui laissent à penser qu'il s'agit d'un cimetière gallo-romain. Achères était une prévôté ressortissant au bailliage de la Chapelle-la-Reine et se composait de deux groupes d'habitation Achères et Meun.
En 1173, Guillaume de Champagne, archevêque de Sens, fait don aux religieux de la Chapelle-la-Reine de la dîme d'un lieu nommé Meun. Par la suite, les gros décimateurs furent les religieux de l'abbaye du Jard, qui percevaient les dîmes et donnaient au curé ce que l'on appelait la portion congrue fixée à 300 livres.
 Les seigneurs de leur côté levaient le droit de champart qui consistait à Achères dans la 18e gerbe de toute espèce de grains. Il existe un édit de 1458 interdisant sous peine d'amende et de prison, d'enlever les récoltes avant de prévenir le champarteur. Les habitants de La Chapelle-la-Reine, d'Achères et de Meun ont fait à la fin d'août 1789 une petite manifestation contre les percepteurs des droits de champart, et ont permis ainsi la fin de la perception des droits de champart et des dîmes dans la seigneurie d'Achères, de Meun et de La Chapelle-la-Reine.

### Du Moyen Âge à la Révolution
Achères dépendait autrefois du Gâtinais français, bailliage de Nemours et élection de Milly-la-Forêt. 141 feux sont recensés en 1695, 300 communiants en 1770 et 754 habitants en 1840.
La seigneurie d'Achères fut possédée notamment par Aubert d'Achières (sous Henri Ier au XIe siècle), puis passa successivement aux maisons de Bouville, d'Ormoy, des Essarts d'Ambleville, et de Mornay. Le 8 juillet 1626, la seigneurie d'Achères devient baronnie d'Achères par lettres patentes du roi de France, Louis XIII. En avril 1680 : par lettres patentes du roi de France, Louis XIV, la baronnie d'Achères est réunie à celle de La Chapelle-la-Reine avec le titre de marquisat. Jean-Pierre d'Argouges inaugure le titre. En 1782-1783 puis en 1811, des épidémies de dysenterie sont signalées. Une procession a lieu à Réau pour obtenir l'intercession de saint Roch pour la cessation de l'épidémie.

### Époque contemporaine
En 1814 et 1815, la localité eut à souffrir des invasions alliée en raison de l'installation de leur camp entre Melun et La Chapelle-la-Reine. Les soldats firent subir toutes sortes de violences aux habitants des communes. En 1832, un cas de choléra est signalé.
Lors de la guerre de 1870 et plus particulièrement pendant le siège de Paris, les Prussiens levèrent dans la commune une grosse contribution de guerre. Dans le village fut bâti un lotissement de 78 maisons destinées à loger le personnel du SHAPE à l'époque où cet organisme avait son siège à Fontainebleau. Ces maisons se distinguent par leur style « à l'américaine », entièrement de plain-pied. La numérotation des rues dans ce lotissement est également faite en fonction des usages américains (il n'y a pas de côté pair et de côté impair, les numéros successifs se suivent d'un même côté de la rue). On peut voir des maisons de ce lotissement dans une scène du film Le Serpent, d'Henri Verneuil, qui y fut tournée en 1972.

### Seigneurs d'Achères
La liste qui vient des seigneurs d'Achères-la-Forêt n'est pas avérée, du moins en son début. Aubert d'Ach(i)ères était en fait Aubert de Pithiviers sire d'Aschères-en-Beauce, Rougemont et Teillay-St-Benoît ; sa fille Marguerite dame d'Aschères épousa Gauthier II de Villebéon-Nemours plutôt que Philippe II de Nemours comme l'indique l'abbé Constant Bernois (1853-1937) dans un article de la Société du Gâtinais (p. 6), citant cependant une charte de 1218 lui donnant pour mari Gauthier (p. 7) : Philippe II serait en fait leur fils. Toujours est-il que l'abbé Bernois admet que Huon/Hugues II de Bouville († 1304 à Mons) acheta Aschères et Teillay en 1301 (p. 8), et considère ses successeurs jusqu'à Marie Baraton et son mari Méry Lamy de Loury (voir ci-dessous) comme des seigneurs d'Aschères et non d'Achères-la-Forêt (p. 11). Qu'en penser ? Auraient-ils pu être sires des deux A(s)chères, ou bien est-on face à une confusion ? L'ambiguïté est partout : en fait, dans les ouvrages classiques, Hugues II de Bouville n'est pas dit avoir acquis l'un ou l'autre A(s)chères (il est seulement sire de Milly-la-Forêt, de Boisses, et de fiefs sis à Bouville : Villiers-en-Beauce : comprendre en-Etampois et Farcheville), ni sa postérité immédiate sauf son dernier Jean dit de Navarre (où il était né), titré sire de Varennes et d'Aschères-en-Beauce, en partage (familial), ce qui ne peut désigner qu'Aschères : la Beauce au sens large a pu comprendre le Hurepoix, l'Etampois ou le Pithiverais mais pas le Gâtinais français (l'Essonne fait la limite) ; cela dit, le site Racines&Histoire le dit seigneur d'Achères-la-Forêt ! Et l'on remarque qu'Aschères et Rougemont sont en fait passés à la sœur de Marguerite, Isabelle/Isabeau/Elisabeth de Pithiviers, femme en 1218 de Guy de Villebéon-Nemours de Méréville, puis à leurs descendants Linières, ce qu'évoque d'ailleurs fugitivement l'abbé Bernois (p. 12) ; mais les Bouville semblent bien exercer une suzeraineté puisque le père Anselme cite l'hommage en septembre 1338 de Jean III de Linières au sire de Bouville pour Achères et Rougemont — ce pourrait être ledit Jean de Navarre ou peut-être son neveu Charles de Bouville, † 1382/1385, fils d'Hugues III et petit-fils d'Hugues II — et il n'y a pas de doute que ce soit Aschères-le-Marché qui soit en jeu, puisque associé à Rougemont et à la châtellenie d'Yenville. Quant aux des Essarts d'Ambleville et aux Mornay, on ne voit pas de connexions avec Aschères-le-Marché, et la proximité avec La Chapelle-la-Reine et Villiers-le-Châtel incite à penser qu'ils ont bien eu Achères-la-Forêt (peut-être venu des Milly, comme la Chapelle-la-Reine : donc par les Bouville, voir ci-dessous).

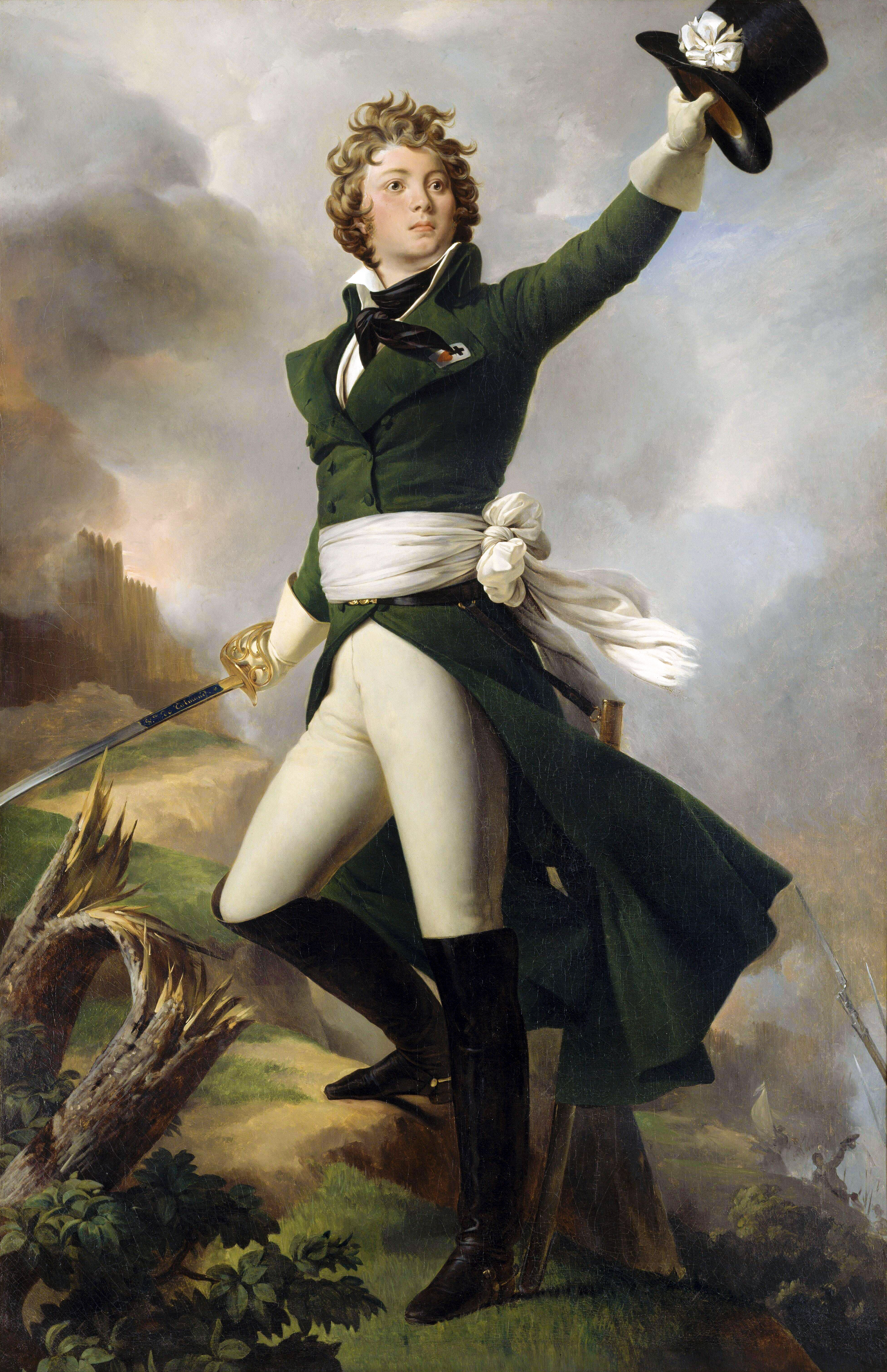
Antoine-Philippe de La Trémoïlle, un des seigneurs d'Achères.

1. [Aubert d'Achières : seigneur vers le milieu du XIe siècle, sous le règne d'Henri Ier. Chevalier il était vassal du comte de Champagne.
2. Philippe II sieur de Nemours : chambellan de France au XIIIe siècle), il devint seigneur d'Achères par son mariage avec Marguerite d'Achères.
3. Gauthier seigneur de Nemours, sire d'Achères : fils du précédent, chevalier, il accompagna Louis IX dans ses voyages en Terre Sainte et mourut en 1288 et fut enterré dans l'église de l'abbaye de la Joie-lès-Nemours.]
4. La famille de Bouville, branche de Bouville et Farcheville, de Milly-en-Gatinais : cette famille possédait à la fin du XIIIe siècle la seigneurie d'Achères (?), la Chapelle-la-Reine, Boisses et Villiers-en-Beauce (à Bouville, comme Farcheville). La première femme d'Huon/Hugues II de Bouville semble être une fille de Geoffroi II ou III de Milly et d'Aénor, fille d'Étienne II de Sancerre : elle a pu apporter Milly, La Chapelle, et pourquoi pas Achères-la-Forêt (ou bien Hugues a-t-il pu acheter ces terres aux héritiers de Milly vers 1287 ; par ailleurs, la mère de Geoffroi de Milly était Agnès de Nemours, sœur de Gauthier II de Nemours rencontré plus haut).
5. Jean des Essarts d'Ambleville : héritier des de Bouville par sa femme Marie d'Ormoy, fille de Jean d'Ormoy sire de Villiers-le-Châtel/-lez-La Ferté-Alais à Cerny (et non -sous-Grez) et d'Isabeau de Bouville, elle-même fille d'Hugues II de Bouville.
6. Julien des Essarts : fils du précédent, écuyer en 1350, il épouse Isabeau de Vendôme-La Châtre-Chartres, fille du vidame Robert.
7. Bouchard de Mornay[50] : seigneur de Saint-Germain-sur-Indre, écuyer du duc d'Orléans vers 1390. Il devint seigneur d'Achères par son mariage avec Jeanne des Essarts, fille de Julien des Essarts, dame d'Achères, La Chapelle-la-Reine, Villiers, et d'Ambleville
8. Charles de Mornay : fils du précédent, seigneur de Villiers-le Châtel/lez-La Ferté-Alais, La Chapelle-la-Reine et Ambleville. Marié à Bonne de la Vieuville[51] il meurt le 2 juillet 1484.
9. Jean de Mornay : fils du précédent, seigneur d’Achères et de Villiers-Le-Châtel, époux de Jeanne de Cugnac, il meurt en 1492.
10. Gilles de Mornay : fils du précédent seigneur d’Achères, marié à Charlotte de Saint-Simon, dont une fille, Barbe de Mornay dame d'Achères qui épousa François Baraton, seigneur de La Brosse et de Montgauger: ils eurent une fille, Marie Baraton qualifiée dame d’Achères, qui épousa Louis Méry seigneur de Loury.
11. Pierre Benoit : il devint seigneur d'Achères, après avoir acquis la terre de Marie Baraton épouse de Louis Méry. Marié à Madeleine Brunel il meurt en 1506. En 1508, les textes indiquent que la veuve Benoît assiste Jean Benoit son fils mineur et fait procéder conjointement avec les dames religieuses de Chelles à la délimitation des seigneuries d'Achères et du Vaudoué.
12. Jean Benoit : fils du précédent, conseiller du roi, fait planter en 1523 les bornes de la seigneurie suivant les limites déterminées par le procès-verbal de 1508.
13. François d'Auvergne : conseiller du roi en sa chambre du trésor à Paris, seigneur d'Aulnoy près Champeaux. Il devint seigneur d'Achères et de Meun (à Achères, voir plus haut : Toponymie) par son mariage avec Marie Benoit, fille du précédent.
14. Jacques Viole (24 novembre 1517-30 juillet 1584)[52] : seigneur d’Aigremont et Andrezel, conseiller au Parlement et aux requêtes du Palais. Sa fille, Philippa, mariée à Hélie du Tillet chevalier et seigneur de Gouaix, vendit le fief. En 1608, le fief de Malvoisine est aux mains de messire Gabriel Lallemant, écuyer, époux de Madeleine d'Auvergne.
15. Pomponne du Fayot : écuyer, maître des cérémonies à la cour. Il succède à la famille Viole en acquérant en 1632 la seigneurie d'Achères et de Meun ainsi que le fief de Malvoisine.
16. Henri d'Argouges : fils de Charles d'Argouges, baron de Rânes (dans le département de l'Orne) et de Madeleine Clausse, qui lui avait apporté en dot la terre de Fleury-en-Bière. Il devient seigneur-baron d'Achères et de ses dépendances par suite de l'acquisition qu'il fit auprès de la famille Pomponne du Fayot.
17. Jacques d'Argouges : fils du précédent, seigneur de Fleury-en-Bière, Mondreville, Achères et La Chapelle-la-Reine. Il épouse Geneviève de Montchal, qui prend le titre de dame d'Achères à la mort de son mari vers 1655.
18. Jean-Pierre d'Argouges de Rânes : fils du précédent, chevalier. Par lettres patentes d'avril 1680, les seigneuries d'Achères, de Meun, de Blessonville, de Villiers-sous-Grez et la Chapelle-la-Reine sont érigées en marquisat. Le 22 août 1721, il rend foi et hommage aux dames religieuses de Chelles du fief de Malvoisine. Marié à Marie-Françoise Lepelletier, il eut deux fils.
19. Louis-Henri d'Argouges : fils aîné du précédent, connu également sous le nom de marquis d'Argouges, lieutenant général des armées du roi, capitaine des chevau-légers de monsieur le Dauphin et gouverneur d'Avesnes. Décédé sans postérité.
20. Jérôme d'Argouges : frère du précédent lui succéda. Il exerça pendant 52 ans la charge de lieutenant civil au Châtelet de Paris. Marié à Marie-Françoise Adélaïde de Creil-Bournezeau, dont 4 enfants. L'aîné, Alexandre-François-Jérôme (1718-† 1782), fut seigneur de Fleury-en-Bière et de Perthes, succéda à son père dans la charge de lieutenant civil au Châtelet de Paris, et mourut sans enfants.
21. Michel-Pierre-François d'Argouges[53] : second fils du précédent, marquis de la Chapelle-la-Reine, seigneur d'Achères, Meun, Busseau, Butteau, Villiers-sous-Grez et autres lieux. Il était capitaine dans la gendarmerie maréchal des camps et armées du roi. Il se marie à Henriette de Courtarvel de Rezé[54] en 1741. De leurs trois enfants, seule une fille leur survivra. Le castel d'Achères tombant en ruine, il le fit reconstruire. Toutefois la nouvelle construction manquant de solidité, le château fut démoli après quelques années d'habitation. Il n'en reste qu'un petit pavillon. La famille seigneuriale se fixa alors au château de Fleury-en-Bière. Il mourut à Paris le 6 octobre 1786, âgé de 66 ans[55].
22. Antoine-Philippe de La Trémoïlle (écrit également de La Trémouille) : prince de Talmont[56], seigneur de Tolainville en Beauce. Il devint seigneur d'Achères et de Meun par son mariage, en 1785, avec la fille et héritière des précédents, Henriette-Louise-Françoise. Héros des guerres de Vendée, il fut fusillé à Laval le 29 janvier 1794, âgé de 28 ans[55]. Pendant le règne de La Terreur, son épouse qui n'avait pu fuir à l'étranger resta cachée dans la ferme de Chalmont comme domestique. Après la tourmente révolutionnaire, la famille rentra en possession des biens non vendus de ses ancêtres à Achères et Fleury-en-Bière.
23. Charles-Léopold-Henri de La Trémoïlle dit Léopold de Talmont : fils des précédents, mort vers 1817, épousa en 1812 Claire-Louise-Augustine-Félicité-Maclovie de Durfort-Duras[57]. Sa veuve se remaria en 1819 avec Auguste du Vergier de La Rochejaquelein. Félicité de Duras n'ayant pas eu d'enfant, la propriété revient à :
24. Henri-François d'Argouges : comte d'Argouges, neveu de Léopold de Talmont et Félicité de Duras.
25. Henri comte d'Arquenay : il vendit la propriété d'Achères et ses dépendances en 1886.

### Catastrophes naturelles
- 23 octobre 2001 : mouvements de terrain ;
- 25 au 29 décembre 1999 : inondations, coulées de boue et mouvements de terrain ;
- 8 au 10 avril 1983 : inondations et coulées de boue.

## Politique et administration

### Liste des maires
| Période      | Période      | Identité         | Étiquette | Qualité                                 |
| ------------ | ------------ | ---------------- | --------- | --------------------------------------- |
| avant 1988   | ?            | Guy Noret        |           |                                         |
| 1995         | Février 2023 | Patrice Malchère | DVD       | Agriculteur Réélu en 2001, 2008 et 2014 |
| Février 2023 | En cours     | Vanessa Piel     |           |                                         |

### Tendances politiques et résultats
Le résultat de l'élection présidentielle de 2012 dans cette commune est le suivant :
| Candidat       | Candidat                    | Premier tour | Premier tour | Second tour | Second tour |
| Candidat       | Candidat                    | Voix         | %            | Voix        | %           |
| -------------- | --------------------------- | ------------ | ------------ | ----------- | ----------- |
|                | Eva Joly (EÉLV)             | 22           | 2,96         |             |             |
|                | Marine Le Pen (FN)          | 126          | 16,96        |             |             |
|                | Nicolas Sarkozy (UMP)       | 280          | 37,69        | 493         | 63,94       |
|                | Jean-Luc Mélenchon (FG)     | 62           | 8,34         |             |             |
|                | Philippe Poutou (NPA)       | 2            | 0,27         |             |             |
|                | Nathalie Arthaud (LO)       | 0            | 0,00         |             |             |
|                | Jacques Cheminade (SP)      | 3            | 0,40         |             |             |
|                | François Bayrou (MoDem)     | 96           | 12,92        |             |             |
|                | Nicolas Dupont-Aignan (DLR) | 14           | 1,88         |             |             |
|                | François Hollande (PS)      | 138          | 18,57        | 278         | 36,06       |
|                |                             |              |              |             |             |
| Inscrits       | Inscrits                    | 906          | 100,00       | 906         | 100,00      |
| Abstentions    | Abstentions                 | 148          | 16,34        | 98          | 10,82       |
| Votants        | Votants                     | 758          | 83,66        | 808         | 89,18       |
| Blancs et nuls | Blancs et nuls              | 15           | 1,98         | 37          | 4,58        |
| Exprimés       | Exprimés                    | 743          | 98,02        | 771         | 95,42       |

Le résultat de l'élection présidentielle de 2017 dans cette commune est le suivant :
| Candidat    | Candidat                    | Premier tour | Premier tour | Deuxième tour | Deuxième tour |  |
| Candidat    | Candidat                    | %            | Voix         | %             | Voix          |  |
| ----------- | --------------------------- | ------------ | ------------ | ------------- | ------------- |  |
|             | Nicolas Dupont-Aignan (DLF) | 6,86         | 50           |               |               |  |
|             | Marine Le Pen (FN)          | 21,40        | 156          | 38,47         | 237           |  |
|             | Emmanuel Macron (EM)        | 24,83        | 181          | 61,53         | 379           |  |
|             | Benoît Hamon (PS)           | 3,02         | 22           |               |               |  |
|             | Nathalie Arthaud (LO)       | 0,27         | 2            |               |               |  |
|             | Philippe Poutou (NPA)       | 0,27         | 2            |               |               |  |
|             | Jacques Cheminade (SP)      | 0,14         | 1            |               |               |  |
|             | Jean Lassalle (RES)         | 0,69         | 5            |               |               |  |
|             | Jean-Luc Mélenchon (LFI)    | 12,76        | 93           |               |               |  |
|             | François Asselineau (UPR)   | 0,96         | 7            |               |               |  |
|             | François Fillon (LR)        | 28,81        | 210          |               |               |  |
|             |                             |              |              |               |               |  |
| Inscrits    | Inscrits                    | 886          | 100,00       | 886           | 100,00        |  |
| Abstentions | Abstentions                 | 134          | 15,12        | 193           | 21,78         |  |
| Votants     | Votants                     | 752          | 84,88        | 693           | 78,22         |  |
| Blancs      | Blancs                      | 17           | 2,26         | 69            | 9,96          |  |
| Nuls        | Nuls                        | 6            | 0,80         | 8             | 1,15          |  |
| Exprimés    | Exprimés                    | 729          | 96,94        | 616           | 88,89         |  |

## Population et société

### Démographie
Les habitants sont appelés les Achèrois.

L'évolution du nombre d'habitants est connue à travers les recensements de la population effectués dans la commune depuis 1793. Pour les communes de moins de 10 000 habitants, une enquête de recensement portant sur toute la population est réalisée tous les cinq ans, les populations de référence des années intermédiaires étant quant à elles estimées par interpolation ou extrapolation. Pour la commune, le premier recensement exhaustif entrant dans le cadre du nouveau dispositif a été réalisé en 2005.

En 2022, la commune comptait 1 183 habitants, en évolution de +3,86 % par rapport à 2016 (Seine-et-Marne : +3,92 %, France hors Mayotte : +2,11 %).
| 1793 | 1800 | 1806 | 1821 | 1831 | 1836 | 1841 | 1846 | 1851 |
| ---- | ---- | ---- | ---- | ---- | ---- | ---- | ---- | ---- |
| 590  | 671  | 681  | 686  | 734  | 754  | 756  | 702  | 697  |

| 1856 | 1861 | 1866 | 1872 | 1876 | 1881 | 1886 | 1891 | 1896 |
| ---- | ---- | ---- | ---- | ---- | ---- | ---- | ---- | ---- |
| 682  | 664  | 688  | 669  | 672  | 683  | 675  | 624  | 607  |

| 1901 | 1906 | 1911 | 1921 | 1926 | 1931 | 1936 | 1946 | 1954 |
| ---- | ---- | ---- | ---- | ---- | ---- | ---- | ---- | ---- |
| 564  | 502  | 480  | 419  | 416  | 443  | 406  | 434  | 475  |

| 1962 | 1968 | 1975 | 1982 | 1990 | 1999  | 2005  | 2006  | 2010  |
| ---- | ---- | ---- | ---- | ---- | ----- | ----- | ----- | ----- |
| 782  | 459  | 647  | 754  | 903  | 1 040 | 1 218 | 1 235 | 1 242 |

| 2015  | 2020  | 2022  | - | - | - | - | - | - |
| ----- | ----- | ----- | - | - | - | - | - | - |
| 1 154 | 1 151 | 1 183 | - | - | - | - | - | - |

### Enseignement
Achères-la-Forêt dispose d’une école primaire publique (école des Vaublas), comprenant une section maternelle et une école élémentaire, située 56 rue du Closeau.
Cet établissement public, inscrit sous le code 0770112D
, comprend 105 élèves (chiffre du Éducation nationale) en 2018, et dispose d’un restaurant scolaire et d’une garderie périscolaire.
La commune dépend de l'Académie de Créteil ; pour le calendrier des vacances scolaires, Achères-la-Forêt est en zone C.

## Économie

### Revenus de la population et fiscalité
En 2016, le nombre de ménages fiscaux était de 249 représentant 680 personnes et le médiane du revenu disponible par unité de consommation de 20 168 €.

### Emploi
En 2016, le nombre total d'emplois dans la zone était de 56, occupant 307 actifs résidants.
Le taux d'activité de la population (actifs ayant un emploi) âgée de 15 à 64 ans s'élevait à 66,7 % contre un taux de chômage de 6,8 %. Les inactifs se répartissent de la façon suivante : 11,8 % d’étudiants et stagiaires non rémunérés, 5,9 % de retraités ou préretraités et 8,8 % pour les autres inactifs .

### Entreprises et commerces
En 2015, le nombre d’établissements actifs était de 39 dont 11 dans l’agriculture-sylviculture-pêche, 2 dans l’industrie, 7 dans la construction, 15 dans le commerce-transports-services divers et 4 étaient relatifs au secteur administratif.
Ces établissements ont pourvu 28 postes salariés.

## Culture locale et patrimoine

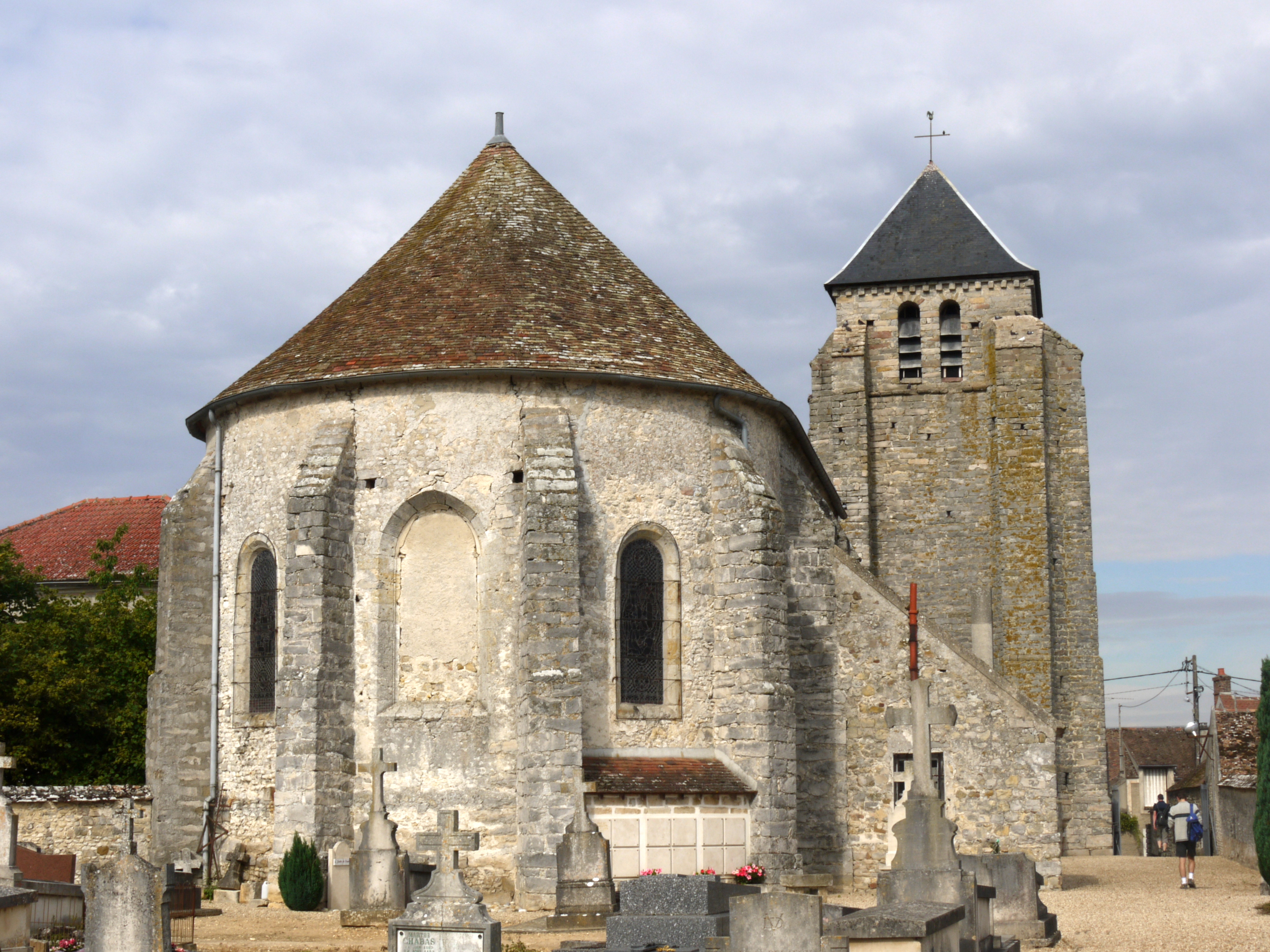
Église Saint-Fare.

### Lieux et monuments
- Église Sainte-Fare (XIIe au XVe siècle, de style roman),  Inscrite MH (1926)[69].
- Salle polyvalente la Ruche de Candy

### Personnalités liées à la commune
- Roger Chomeaux, dit Chomo (1907-1999), artiste d'art brut qui s'est installé en 1960 à Achères-la-Forêt, où il est mort.
- Jean Crépin (1908-1996), commandant de l'artillerie de la 2e division blindée (France) pendant la Seconde Guerre mondiale, est mort dans la commune.
- Simon Hantaï (1922-2008), peintre s'installe à Meun en 1966, et donne le nom de Meun à une série d’œuvres (1967-68).
- Christophe Izard (1937-2022), producteur de télévision, d'émissions pour la jeunesse comme les Visiteurs du mercredi, habitant et mort dans la commune.